# Bülent Kullukcu

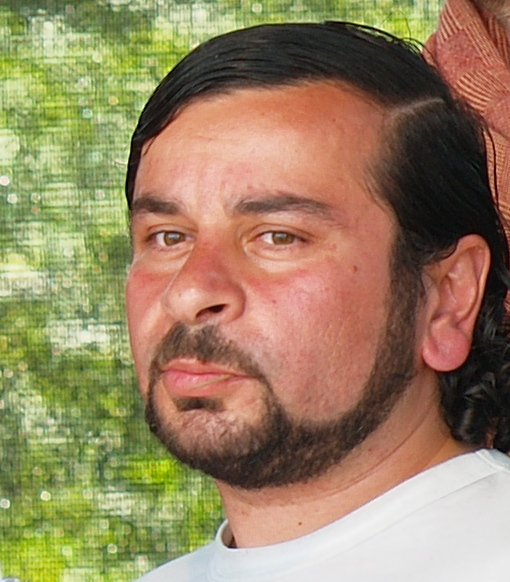
Bülent Kullukcu

Bülent Kullukcu (* 11. August 1971 in Markt Indersdorf) ist ein türkisch-deutscher Regisseur, Schauspieler, Musiker und bildender Künstler. Er lebt und arbeitet in München.

## Musik
Bülent Kullukcu realisierte zahlreiche nationale und internationale Musikprojekte (z. B. Generation Aldi, Hart of Noise, Naquob, Electric Lounge Orchestra, The Mistake Man) in den Bereichen der Clubs- und Festivalkultur (u. a. Spielart München, Donaueschingen, Musikwochen Brandenburg, Le Lieu Unique in Nantes, Exit Festival Paris, Concertgebouw Brügge).
Er arbeitet als Bühnenmusiker unter anderem für Produktionen am Prinzregententheater, Metropol Theater München, Schauspielhaus Zwickau, Schauspielhaus Luzern und für freie Theaterproduktionen. Kullukcu schuf Filmmusik und Hörspiele (u. a. für BR, WDR), zahlreiche Soundinstallationen für Museen sowie viele Vinyl- und CD-Releases auf diversen Labels.
Als Musiker u. a. m. dafür bekannt, dass er „bei seinen Installations-Performances Plattenspieler mit Fleisch belegt oder anzündet“, erhielt der Künstler 2007 den Preis für die „beste Filmmusik“ im internationalen Wettbewerb des Clermont-Ferrand International Short Film Festival für seinen Score zu Nikias Chryssos’ Hochhaus (2006).

## Theater und Film
Früh kam Kullukcu mit international renommierten Regisseuren in Kontakt und wirkte am Kurzfilm Magic Bus von Emir Kusturica als Hauptdarsteller mit.
Mit Anthony Lew Shun schrieb und inszenierte er 2004 das Theaterstück Kanakstar, das im Rahmen des Projekts Bunny Hill an den Münchner Kammerspielen Premiere hatte. Ein zweiter Teil des Stücks folgte in der Muffathalle.
2006 inszenierte er nach dem Roman Der Fremde von Albert Camus das Theaterstück Der Fremde, ein Würger aus München an den Münchner Kammerspielen.
Er erhielt 2007 den Preis für die beste Filmmusik im internationalen Wettbewerb des Clermont-Ferrand International Short Film Festival für seinen Score zu Nikias Chryssos’ Hochhaus (2006)
Am Kurzfilm Magic Bus (1997) von Emir Kusturica wirkte er als Hauptdarsteller mit.
2007 inszenierte er das Stück Mia San Murat über das Leben von Murat Kurnaz an den Münchener Kammerspielen.
2008 wurde er zum Nachwuchsregisseur des Jahres im Jahrbuch des Magazins Theaterheute nominiert.
2010 eröffnete Kullukcu die GALERIE KULLUKCU, seit 2013 GALERIE KULLUKCU & GREGORIAN in München.
Gemeinsam mit dem Autor İmran Ayata gab Bülent Kullukcu im Oktober 2013 die CD „Songs of Gastarbeiter Vol. 1“ bei Trikont heraus.

## Werke

### Regie

#### Film
- 2008: Insan Spielfilm

#### Theater
- 2005: Kanakstar 1, Kammerspiele München
- 2006: Kanakstar 2, Muffathalle München
- 2006: Der Fremde ein Würger aus M., Kammerspiele München
- 2007: Herbststürme, Arge Kultur Salzburg
- 2008: Mia san Murat, Kammerspiele München
- 2008: Sarajevo Kammerspiele München
- 2009: Everything is Flux Düsseldorfer Schauspielhaus
- 2009: Hauptschule der Freiheit Kammerspiele München
- 2009: Gudrun Goodbye Kammerspiele München
- 2009: Hanib Ali Teil1 Theater Freiburg
- 2010: Hanib Ali Teil2 Theater Freiburg
- 2010: Stadtprojekt Kammerspiele München
- 2011: Cycling Wars Kammerspiele München
- 2011: Carpma Spielartfestival München 2011
- 2012: Die letzten Tage der Menschheit Galerie Kullukcu
- 2012 Masse und Macht Galerie Kullukcu
- 2013 Die Robotermärchen Galerie Kullukcu & Gregorian
- 2014 Propaganda oder der geheimnisvolle Fremde Galerie Kullukcu & Gregorian
- 2014 Smyrna Galerie Kullukcu & Gregorian
- 2015 Aghet 99+1 Gorki Theater Berlin
- 2015 Fake Galerie Kullukcu & Gregorian
- 2015 Songs of Gastarbeiter Schauspiel Hamburg
- 2016 Die beste aller Welten Staatstheater Darmstadt
- 2016 Empire Kösk München
- 2017 Haniball Galerie Kullukcu & Gregorian
- 2017 Mondo Galerie Kullukcu & Gregorian
- 2017 Proben Galerie Kullukcu & Gregorian
- 2018 Modern Diaspora Theater Blaue Maus München
- 2018 Tagasyl AWO München

#### Hörspiel
- 2005: Bahr bela Mar mit Mona Winter Hörspiel RBB

### Schauspiel
- 1997: Magic Bus von Emir Kusturica
- Münchner Kammerspiele Fassbinder im Hotel im Rahmen von Bunny Hill

## Musik

### Dance

#### Generation Aldi
- 1999: Super Aldi EP
- 2000: Fat is Action LP
- 2001: TANZE MIT MIR EP
- 2002: Minisystem LP
- 2004: Fuck my Soul
- 2004: USALDI MAXI

#### Hart of Noise
- 2004: Techno Prank Ep
- 2004: Noise Cookbook Ep
- 2005: Wet Gods Ep
- 2006: Fuck my Soul Maxi

#### The Mistake Man
- 2004: Rong is Wright Album

#### Diverse
- 2003: Digital Hassan Orchestra, Arabian Affairs Maxi
- 2003: Buelent, To me Ep
- 2004: Bazzar, Hello Darkness Maxi

#### Experimental
- 1999: Naquob Album
- 1999: Electric Lounge Orchestra
- 2004: Audio Loopforms Album
- 2000: Im Zeitalter der digitalen Informationsübertragung
- 1998: Materia Mystica LP

### Komposition

#### Hörspiel
- 2022: Tot im Leben von Mona Winter
- 2008: Bergen Belsen 2008
- 2008: Der Himmel – Wegen Überfüllung geschlossen von Mona Winter
- 2005: Bahr bela Mar – Meer ohne Wasser von Mona Winter
- 2001: Killing me softly von Mona Winter
- 1998: Calling on the Dog von Mona Winter

#### Film
- 2006: Hochhaus von Nikias Chryssos
- 2005: Song for C von M+M/Helmut Krauser
- 2004: Chickensalad to Disaster von A.Lew Shun
- 2001: Dealer v. A. Lew Shun

#### Bühnenmusik
- 1989–2011: Zahlreiche Kompositionen für feste Schauspiel Häuser und Freie Szene

#### Zusammenarbeiten & Remixe
- 2004: Beds are BurningRMX / Midnight Oil
- 2003: Oxygene Remix
- 2003: Warren Scuicide RMX / Warren Scuicide

Kullukcu arbeitete zudem mit zahlreichen bekannten Komponisten und Bands als Produzent und Musiker wie Zoro Babel, Einstürzende Neubauten, Sven Väth, Deine Lakaien, Zombie Nation oder Estampie.

### Ausstellungen und Installationen
- 2001 Klangspuren (Installation) Haus der Kulturen der Welt, Berlin
- 2002 ELO (Installation) Muffathalle, München
- 2003 Exit Festival, Paris, Museum Creteil (ELO)
- 2004 Maubauge Maschinen Museum Frankreich (ELO)
- 2004 Brügge Museum mit Edagar Varese, Le Corbusier, Belgien (ELO)
- 2005 Videonale Bonn (M+M Projekt)
- 2005 Museum für Fotografie Berlin (M+M Projekt)
- 2005 Haus der Kunst München (M+M Projekt)
- 2006 Ars Electronica Linz (M+M Projekt)
- 2006 Paraflows 06 Wien
- 2006 Sampling Kunstmuseum Oldenburg
- 2007 Kunst am Bau Quivid München
- 2010 Emscherkunst.2010 mit dem Projekt reemrenreh (kaum Gesang) und Leben[4]

## Sonstiges
Bei der Kommunalwahl in München 2014 war Kullukcu einer der Stadtratskandidaten der Wählergruppe HUT.